# Lijst van gemeentelijke monumenten in Maastricht, Borgharen
De buurt Borgharen in de wijk Maastricht-Noordoost in Maastricht heeft 30 panden/objecten die als gemeentelijke monumenten zijn beschreven in 28 regels (monumentnummers). Zie hieronder een overzicht.
| Object                                                                         | Bouwjaar                        | Architect            | Locatie                                               | Coördinaten                   | Nr.       | Afbeelding                                                                     |
| ------------------------------------------------------------------------------ | ------------------------------- | -------------------- | ----------------------------------------------------- | ----------------------------- | --------- | ------------------------------------------------------------------------------ |
| Woonhuis in eclectische bouwstijl                                              | ca. 1907                        |                      | Bovenstraat 29                                        | 50° 52' 28" NB, 5° 41' 21" OL | 0935/3680 | Woonhuis in eclectische bouwstijl                                              |
| Carréboerderij                                                                 | oude kern; herbouwd in 19e eeuw |                      | Bovenstraat 33                                        | 50° 52' 26" NB, 5° 41' 25" OL | 0935/3681 | Carréboerderij                                                                 |
| Gevelkruis                                                                     | 2e helft 20e eeuw               |                      | Bovenstraat bij 33                                    | 50° 52' 25" NB, 5° 41' 26" OL | 0935/3701 | Gevelkruis                                                                     |
| Woonhuis                                                                       | 1933                            |                      | Julianastraat 14                                      | 50° 52' 34" NB, 5° 41' 23" OL | 0935/3682 | Woonhuis                                                                       |
| Woonhuis met gepleisterde gevel in Art-Deco-stijl, voormalige herberg          | oude kern                       |                      | Kasteelstraat 1                                       | 50° 52' 39" NB, 5° 41' 17" OL | 0935/3683 | Woonhuis met gepleisterde gevel in Art-Deco-stijl, voormalige herberg          |
| Indonesiëmonument                                                              | 1951                            |                      | Kerkstraat / Schoolstraat (Noordelijke hoek kruising) | 50° 52' 36" NB, 5° 41' 20" OL | 0935/3704 | Indonesiëmonument                                                              |
| Voormalig klooster van de Zusters van Roosendaal/Mariadal in neogotische stijl | 1928                            |                      | Kerkstraat 1                                          | 50° 52' 37" NB, 5° 41' 19" OL | 0935/3684 | Voormalig klooster van de Zusters van Roosendaal/Mariadal in neogotische stijl |
| Kerkhof van Borgharen                                                          |                                 |                      | Kerkstraat 10                                         | 50° 52' 38" NB, 5° 41' 18" OL | 0935/3688 | Kerkhof van Borgharen                                                          |
| R.K. parochiekerk H. Cornelis (tot 1979 St. Martinus) in neogotische stijl     | 1888                            | J. Kayser            | Kerkstraat 10                                         | 50° 52' 38" NB, 5° 41' 20" OL | 0935/3687 | Meer afbeeldingen                                                              |
| Pastorie en kapelanie                                                          | ca. 1890                        |                      | Kerkstraat 6 en 8                                     | 50° 52' 37" NB, 5° 41' 19" OL | 0935/3685 | Pastorie en kapelanie                                                          |
| Woonhuis                                                                       | 2e helft 19e eeuw               |                      | Kerkstraat 7                                          | 50° 52' 38" NB, 5° 41' 18" OL | 0935/3686 | Woonhuis                                                                       |
| Voormalig wijkgebouw van het Groene Kruis                                      | 1956                            |                      | Koningskampstraat 1a                                  | 50° 52' 32" NB, 5° 41' 25" OL | 0935/3689 | Voormalig wijkgebouw van het Groene Kruis                                      |
| Mariakapel                                                                     | jaren 50 van de 20e eeuw        |                      | Koningskampstraat bij 2 / hoek Julianastraat          | 50° 52' 32" NB, 5° 41' 24" OL | 0935/3703 | Mariakapel                                                                     |
| Neogotisch gietijzeren wegkruis                                                | late 19e eeuw                   |                      | Middenstraat, bij Kasteelstraat                       | 50° 52' 36" NB, 5° 41' 10" OL | 0935/3702 | Neogotisch gietijzeren wegkruis                                                |
| Woonhuis in nieuw historiserende stijl                                         | 1926                            |                      | Schoolstraat 2                                        | 50° 52' 33" NB, 5° 41' 16" OL | 0935/3690 | Woonhuis in nieuw historiserende stijl                                         |
| Woonhuis in expressionistische stijl                                           | ca. 1925                        |                      | Schoolstraat 4                                        | 50° 52' 34" NB, 5° 41' 16" OL | 0935/3691 | Woonhuis in expressionistische stijl                                           |
| Woonhuis                                                                       | ca. 1920                        |                      | Schoolstraat 5                                        | 50° 52' 34" NB, 5° 41' 16" OL | 0935/3692 | Woonhuis                                                                       |
| Voormalig gemeentehuis                                                         | 1907                            | Egide Meijers-Croute | Schoolstraat 8                                        | 50° 52' 34" NB, 5° 41' 17" OL | 0935/3693 | Voormalig gemeentehuis                                                         |
| Woonhuis                                                                       | ca. 1920                        |                      | Schoolstraat 13                                       | 50° 52' 35" NB, 5° 41' 17" OL | 0935/3694 | Woonhuis                                                                       |
| Lagere school                                                                  | 1936                            |                      | Schoolstraat 15                                       | 50° 52' 35" NB, 5° 41' 18" OL | 0935/3695 | Lagere school                                                                  |
| Woonhuis                                                                       | ca. 1900                        |                      | Schoolstraat 17                                       | 50° 52' 37" NB, 5° 41' 21" OL | 0935/3696 | Woonhuis                                                                       |
| Dubbel woonhuis                                                                | ca. 1920                        |                      | Schoolstraat 46 en 48                                 | 50° 52' 39" NB, 5° 41' 24" OL | 0935/3788 | Dubbel woonhuis                                                                |
| Woonhuis                                                                       | ca. 1900                        |                      | Schoolstraat 52                                       | 50° 52' 39" NB, 5° 41' 26" OL | 0935/3698 | Woonhuis                                                                       |
| Woonhuis                                                                       | ca. 1900                        |                      | Sint Cornelisstraat 5                                 | 50° 52' 43" NB, 5° 41' 26" OL | 0935/3699 | Woonhuis                                                                       |
| Bunker koude oorlog bij de stuw van Borgharen                                  | 1975                            |                      | Sluisdijk bij 51                                      | 50° 52' 10" NB, 5° 41' 53" OL | 0935/3771 | Bunker koude oorlog bij de stuw van Borgharen                                  |
| Bunker WO II bij stuw van Borgharen                                            | 1937                            |                      | Sluisdijk bij 51                                      | 50° 52' 10" NB, 5° 41' 54" OL | 0935/3772 | Bunker WO II bij stuw van Borgharen                                            |
| Woonhuis                                                                       | ca. 1900                        |                      | Spekstraat 2a                                         | 50° 52' 40" NB, 5° 41' 19" OL | 0935/3700 | Woonhuis                                                                       |
| Wegkruis                                                                       | 2e helft 20e eeuw               |                      | Pasestraat. ca 500m ten oosten van Wiegershof         | 50° 53' 24" NB, 5° 41' 44" OL | 0935/3705 | Wegkruis                                                                       |